# عملیات عزم راسخ

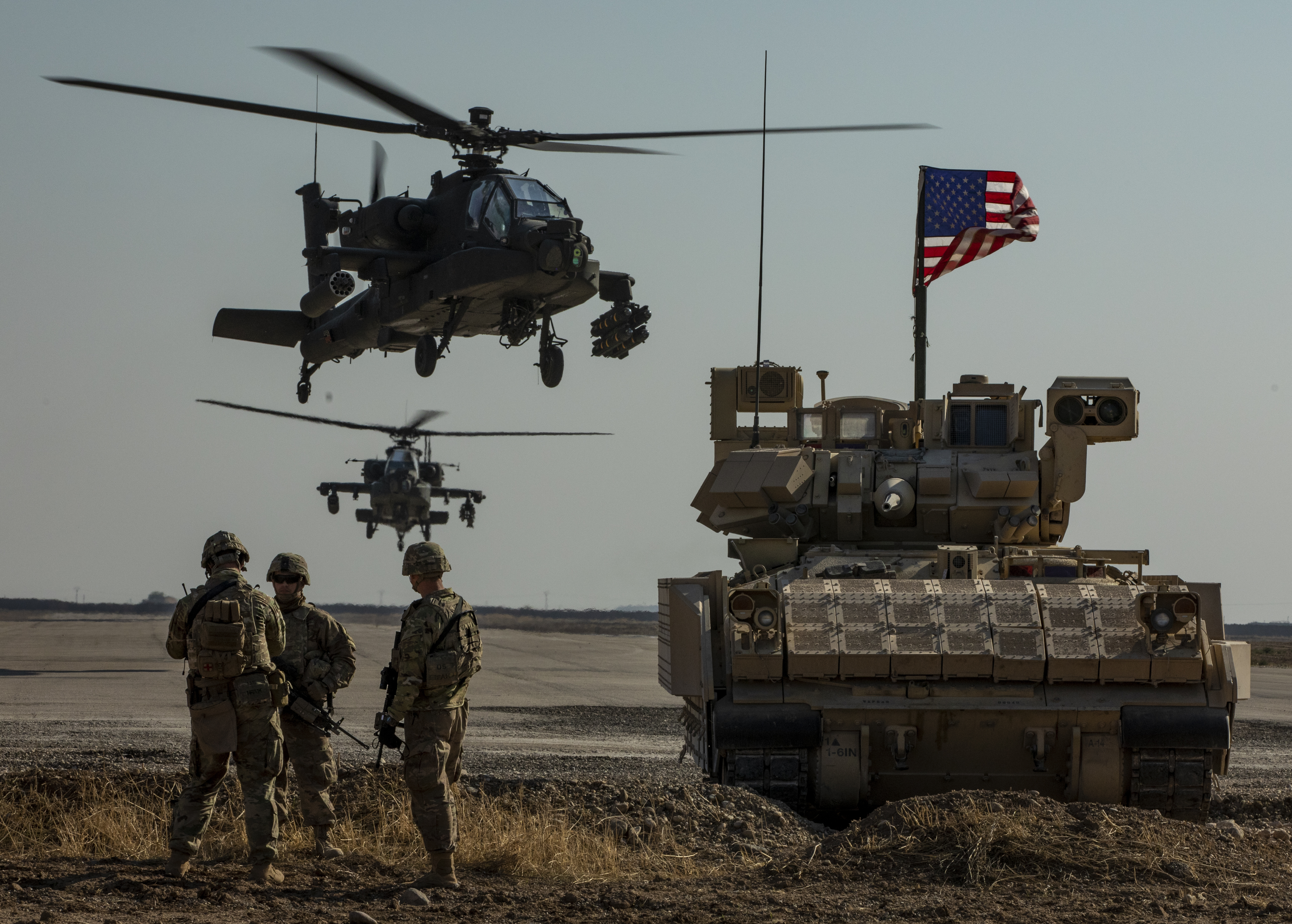
سربازان آمریکایی از شرکت آلفا، گردان ۱، هنگ ۶ پیاده‌نظام، تیم رزمی تیپ ۲ زرهی، لشکر ۱ زرهی در سوریه در طول عملیات عزم راسخ، ۲۳ نوامبر ۲۰۲۰

عملیات عزم راسخ (به انگلیسی: Operation Inherent Resolve)، عنوان عملیاتی ارتش آمریکا برای جنگ با داعش است که شامل یک کارزار در عراق و یک کارزار در سوریه به همراه کارزاری مرتبط در لیبی می‌شود. تا ۱۸ سپتامبر ۲۰۱۸، سپاه سوم زرهی نیروی زمینی ایالات متحده آمریکا مسئولیت گروه ضربت مشترک ترکیبی – عملیات عزم راسخ (CJTF–OIR) را برعهده داشت و با سپاه شانزدهم هوابرد جایگزین شد. این کمپین عمدتاً توسط نیروهای هوایی آمریکا و بریتانیا در حمایت از متحدان محلی، به‌ویژه نیروهای امنیتی عراق و نیروهای دموکراتیک سوریه (SDF) انجام می‌شود. نیروهای زمینی رزمی، عمدتاً نیروهای ویژه و توپخانه نیز به‌طور ویژه در عراق مستقر شده‌اند. حدود ۷۰ درصد از حملات هوایی این عملیات توسط نیروهای مسلح ایالات متحده آمریکا، ۲۰ درصد توسط بریتانیا و ۱۰ درصد باقی مانده توسط فرانسه، ترکیه، کانادا، هلند، دانمارک، بلژیک، عربستان سعودی، امارات متحده عربی، استرالیا و اردن انجام گرفته است.
به گفتهٔ پنتاگون، تا مارس ۲۰۱۹، روز آزاد شدن سرزمین‌های تحت اشغال داعش، ایالات متحده و نیروهای شریک آن در عملیات عزم راسخ نزدیک به ۱۱۰٬۰۰۰ کیلومتر مربع (۴۲۴۷۱ مایل مربع) زمین را آزاد کرده‌اند و ۷٫۷ میلیون نفر از ساکنان مناطق تحت کنترل داعش، رهایی یافته‌اند. تا اکتبر ۲۰۱۷، در حوالی زمان شکست سرزمینی داعش در عراق، CJTF-OIR ادعا کرد که حدود ۸۰۰۰۰ شبه‌نظامی داعش توسط این نیروها و متحدانش کشته شده‌اند (به جز آن‌هایی که هدف حملات نیروی هوایی روسیه و سوریه قرار گرفته‌اند). تا پایان اوت ۲۰۱۹، ۳۴۵۷۳ مورد حمله در جریان عملیات عزم راسخ انجام شده است. ده‌ها هزار نفر دیگر نیز توسط نیروهای شریک ایالات متحده در زمین کشته شدند (به تنهایی نیروهای دموکراتیک سوریه ادعا کردند که تا پایان سال ۲۰۱۷، ۲۵۳۳۶ جنگجوی داعش را کشته‌اند).

## گاه‌شمار

### ۲۰۱۴
برخلاف شرکای آمریکا و برخلاف عملیات‌های جنگی قبلی، در ابتدا هیچ نامی از درگیری با داعش توسط دولت آمریکا ذکر نشد. تصمیم برای بی‌نام ماندن این درگیری با انتقاد رسانه‌ای قابل توجهی مواجه شد.
ایالات متحده در اکتبر ۲۰۱۴ تصمیم گرفت تا تلاش‌های نظامی خود علیه داعش را «عملیات عزم راسخ» نام‌گذاری کند. فرماندهی مرکزی ایالات متحده آمریکا (CENTCOM) این نام را اعلام کرد.
وزارت دفاع ایالات متحده آمریکا در پایان اکتبر ۲۰۱۴ اعلام کرد که نیروهایی که پس از ۱۵ ژوئن در حمایت از عملیات عزم راسخ فعالیت می‌کنند، واجد شرایط دریافت مدال اعزامی جنگ جهانی علیه تروریسم هستند.
تا ۴ دسامبر ۲۰۱۴، سه سرباز آمریکایی در این عملیات بر اثر تصادف یا جراحات غیرجنگی جان باختند.

### ۲۰۱۵
در ۲۲ اکتبر ۲۰۱۵، یک سرگروهبان آمریکایی، جاشوا ویلر، هنگامی که به همراه حدود ۳۰ سرباز دیگر عملیات ویژه ایالات متحده و یک واحد پیشمرگه، عملیاتی را برای نجات زندانیان از زندانی در نزدیکی حویجه در مناطق مورد مناقشه شمال عراق انجام می‌داد، در عملیات کشته شد. ۷۰ گروگان نجات یافتند، پنج عضو داعش اسیر شدند و «تعدادی» کشته یا زخمی شدند. گروهبان یکم توماس پین به دلیل اقداماتش در طول عملیات نشان افتخار دریافت کرد. دولت اقلیم کردستان پس از این حمله گفت که هیچ‌یک از ۱۵ زندانی که قصد نجات آن را داشت، پیدا نشدند.
از ماه مه ۲۰۱۵، هواپیمای نورث آمریکن راکول او وی-۱۰ برونکو به عملیات ملحق شد و بیش از ۱۲۰ سورتی جنگی را طی ۸۲ روز انجام داد.

### ۲۰۱۶
تا ۹ مارس ۲۰۱۶، نزدیک به ۱۱۰۰۰ حمله هوایی به داعش (و گاهی علیه النصره) انجام شد که بیش از ۲۷۰۰۰ پیکارجو کشته شدند. و بیش از ۲۲۰۰۰ هدف از جمله ۱۳۹ تانک، ۳۷۱ هاموی و ۱۲۱۶ مورد زیرساخت نفتی را هدف قرار دادند. تقریباً ۸۰ درصد از این حملات هوایی توسط نیروهای آمریکایی انجام شده است و ۲۰ درصد باقی مانده توسط سایر اعضای ائتلاف مانند بریتانیا و استرالیا انجام شد. ۷۲۶۸ حمله به اهدافی در عراق و ۳۶۰۲ حمله به اهدافی در سوریه انجام شد. در ۱۲ ژوئن ۲۰۱۶، گزارش شد که در سال جاری تاکنون ۱۲۰ نفر از رهبران، فرماندهان، مبلغان، جذب‌کنندگان و سایر افراد با ارزش داعش کشته شده‌اند.
تا مارس ۲۰۱۶، به‌دلیل ماهیت مبهم ادامهٔ دخالت ایالات متحده در عراق، اعضای ارتش ایالات متحده واجد شرایط دریافت مدال کمپین و سایر جوایز خدماتی نبودند. با این‌حال، در ۳۰ مارس ۲۰۱۶، وزیر دفاع ایالات متحده، اشتون کارتر، اختصاص یک مدال جدید با نام «مدال کمپین عزم راسخ» را اعلام کرد.
در ۳ ژوئن ۲۰۱۶، هواپیماهای جنگی ناو یواس‌اس هری اس. ترومن در دریای مدیترانه حملات هوایی به داعش را آغاز کردند. در ۱۶ ژوئن ۲۰۱۶، جنگنده‌های هریر ۲ از نام یواس‌اس باکسر در خلیج فارس حملات هوایی به داعش را آغاز کردند و نخستین بار بود که نیروی دریایی ایالات متحده از هواپیماهای مستقر در ناو از هر دو دریای مدیترانه و خلیج فارس به‌طور همزمان در طول عملیات عزم راسخ استفاده کرد.
تا ۲۷ ژوئیهٔ ۲۰۱۶، ایالات متحده و شرکای ائتلاف بیش از ۱۴۰۰۰ حملهٔ هوایی در عراق و سوریه انجام دادند: نزدیک به ۱۱۰۰۰ مورد از این حملات از سوی هواپیماهای آمریکایی و بیشتر حملات (بیش از ۹۰۰۰) در عراق بود. از ۲۶۳۷۴ هدف مورد اصابت قرار گرفته، نزدیک به ۸۰۰۰ هدف علیه مواضع جنگی داعش بود، در حالی‌که تقریباً ۶۵۰۰ هدف به ساختمان‌ها اصابت کرد. مناطق استقرار داعش و زیرساخت‌های نفتی هر کدام حدود ۱۶۰۰ بار مورد اصابت قرار گرفتند. در ۱۵ دسامبر ۲۰۱۶، وزیر دفاع بریتانیا، مایکل فالون گفت که «بیش از ۲۵۰۰۰ جنگجوی داعش در حال حاضر کشته شده‌اند» که این رقم نیمی از برآورد ایالات متحده است. هنگامی که از وزارت دفاع بریتانیا در مورد این اختلاف، سؤال پرسیده شد، گفت که این رقم، برآورد وی است.
از زمان نخستین حملهٔ هوایی ایالات متحده به اهداف داعش در عراق در ۸ اوت ۲۰۱۴، به‌مدت بیش از دو سال، ارتش ایالات متحده بیش از ۸٫۴ میلیارد دلار برای مبارزه با داعش هزینه کرد.
بی‌بی‌سی نیوز در سال ۲۰۱۷ گزارش داد که بر پایهٔ گزارش اندیشکدهٔ آمریکایی شورای روابط خارجی، تنها در سال ۲۰۱۶، ایالات متحده ۱۲۱۹۲ بمب در سوریه و ۱۲۰۹۵ بمب در عراق پرتاب کرده است.

#### عملیات آذرخش اودیسه
از اوت تا دسامبر ۲۰۱۶، ایالات متحده عملیات مشابه دیگری را در لیبی با نام رمز عملیات آذرخش اودیسه در جریان نبرد برای تصرف سرت، که پایتخت محلی داعش لیبی بود، انجام داد. در سپتامبر ۲۰۱۷، فرماندهی آفریقای ایالات متحده آمریکا اعلام کرد که ۴۹۵ حملهٔ هوایی دقیق انجام شد و ۸۰۰ تا ۹۰۰ جنگجوی داعش طی عملیات در سرت بین ۱ اوت تا ۱۹ دسامبر ۲۰۱۶ کشته شده‌اند. در ۱۸ ژانویهٔ ۲۰۱۷، بمب‌افکن‌های بی-۲ آمریکا، ۲ اردوگاه داعش را در جنوب شهر سرت بمباران کردند و ۹۰ شبه‌نظامی داعش را کشتند.

### ۲۰۱۷
بر پایهٔ گزارش دیدبان حقوق بشر سوریه، حملات هوایی ائتلاف ۷۰۴۳ نفر را در سراسر سوریه کشته‌اند که از این تعداد، ۵۷۶۸ کشته جنگجویان داعش، ۳۰۴ شبه‌نظامی جبهه النصره و سایر شورشیان، ۹۰ سرباز دولتی و ۸۸۱ غیرنظامی هستند. حملات هوایی در بازهٔ زمانی ۲۲ سپتامبر ۲۰۱۴ تا ۲۳ ژانویهٔ ۲۰۱۷ رخ داده‌اند.
در مارس ۲۰۱۷، رسانه‌های مختلف گزارش دادند که نیروهای متعارف و نیروهای عملیات ویژه در قالب هنگ ۷۵ تکاوران برای حمایت از نیروهای تحت حمایت ایالات متحده در آزادسازی رقه از اشغال داعش در سوریه مستقر شدند. این استقرار نشان‌دهندهٔ تشدید مداخله آمریکا در سوریه بود.
تا ۲۸ فوریه، ائتلاف ۳۲۷۱ سورتی پرواز در سال ۲۰۱۷ انجام داده بود.
تا ۹ اوت ۲۰۱۷، هواپیماهای ائتلاف در مجموع ۱۶۷۹۱۲ سورتی پرواز و ۱۳۳۳۱ حمله در عراق و ۱۱۲۳۵ حمله در سوریه انجام دادند که در مجموع ۲۴۵۶۶ حمله انجام شد.

### ۲۰۱۸
در فوریهٔ ۲۰۱۸، به تیم رزمی تیپ ۲، لشکر ۱۰۱ هوابرد، پس از استقرار در عراق، یک جایزه اعطا شد. در ماه مه ۲۰۱۶، این تیپ برای مشاوره و کمک، آموزش و تجهیز نیروهای امنیتی عراق برای مبارزه با دولت اسلامی در عراق مستقر شده بود. تیپ ۲ همچنین آتش‌های دقیق سطح به سطح انجام داد و از عملیات‌های اطلاعاتی و لجستیکی زیادی برای نیروهای ائتلاف و نیروهای عراقی پشتیبانی کرد. آن‌ها همچنین امنیت را در بیش از ۱۲ منطقهٔ عملیاتی فراهم کردند. این تیپ همچنین در پاکسازی داعش از فلوجه، توقف تقریبی حملات انتحاری در بغداد و معرفی تاکتیک‌های بهبود یافته که بیش از ۱۰۰ شهر و روستا را آزاد کرد، کمک کرد. تیپ ۲ لشکر ۱۰۱ هوابرد همچنین نقش مهمی در آزادسازی موصل ایفا کرد.

### ۲۰۱۹
در اوایل سال ۲۰۱۹، ائتلاف به رهبری ایالات متحده بر حملهٔ نهایی به داعش در حاشیهٔ فرات از جمله نبرد باغوز فوقانی در سه ماههٔ اول سال تمرکز کرد. سپرهای انسانی غیرنظامی که در دست داعش بود، در میان قربانیان این عملیات بودند، از جمله در یک مورد گزارش شده در ۱۹ مارس، ۳۰۰ غیرنظامی، از جمله ۴۵ کودک، توسط نیروهای ائتلاف کشته شدند.
از ۸ اوت ۲۰۱۴ تا ۲۹ اوت ۲۰۱۹، هواپیماهای ائتلاف در مجموع ۳۴۵۷۳ حمله انجام دادند.
در ۲۷ اکتبر ۲۰۱۹، ابوبکر بغدادی در حمله باریشا در استان ادلب کشته شد.
در ۳۱ دسامبر ۲۰۱۹، CJTF-OIR گزارش داد که نیروهایش «وضعیت فعلی تظاهرات در سفارت ایالات متحده در بغداد را از نزدیک زیر نظر داشتند» و افزود که آن‌ها «اقدامات حفاظتی مناسب را برای اطمینان از ایمنی [کارکنان سفارت ایالات متحده] انجام می‌دهند.»

### ۲۰۲۰
CJTF-OIR تمامی عملیات‌های آموزشی و ضد داعش را در ۵ ژانویهٔ ۲۰۲۰ متوقف کرد تا بر حفاظت از پایگاه‌های عراقی میزبان نیروهای ائتلاف در پی چندین حمله از جمله حمله به پایگاه هوایی کی-۱ متمرکز شود. این اقدامات همچنین با واکنش پیش‌بینی شدهٔ جمهوری اسلامی علیه نیروهای ائتلاف در پی کشته شدن قاسم سلیمانی مرتبط بود.
در مارس ۲۰۲۰، ارتش آمریکا شروع به عقب‌نشینی از پایگاه‌های مختلف در عراق کرد.